# Reacció de Reformatsky
En química orgànica i organometàl·lica, la reacció de Reformatsky (també anomenada reacció de Reformatskii) és la condensació d'aldehids 1 o cetones amb α-halo èsters 2 en presència de zinc metàl·lic per formar β-hidroxi-esters 3. Va ser descoberta per Sergei Nikolaevich Reformatskii.
El reactiu organozincat, també anomenat 'enolat de Reformatskii', es prepara tractant un alfa-halo ester amb zinc finament dividit. L'enolat de Reformatskii és menys reactiu que els enolats de liti o els reactius de Grignard, d'aquí que l'addició nucleòfila sobre el grup ester no succeeixi. Aquesta reacció és útil, ja que forma una difuncionalitat 1,3 d'alcohol i d'àcid carboxílic, dificultòs d'obtenir per reaccions de condensació carbonílica

## Mecanisme
El zinc, aprofitant un dels diversos parells electrònics que té, ataca sobre l'oxigen del grup carbonil de l'ester 1, cosa que fa que un parell d'electrons d'aquest grup se situï sobre els carbonis ipso i alfa i l'halogen migri cap a on se situa el zinc 2. A continuació, i en presència de l'aldehid (o cetona), el zinc passa d'estar coordinat únicament sobre l'ester a estar coordinat sobre els dos oxígens carbonils d'ambdues molècules 3. Finalment, una reorganització electrocíclica i l'addició d'aigua acaben donant el producte final 4.